# دونالد ر. أتكينسون
دونالد ر. أتكينسون (بالإنجليزية: Donald R. Atkinson)‏ هو عالم نفس أمريكي، ولد في 10 فبراير 1940 في يونيون سيتي في الولايات المتحدة، وتوفي في 11 يناير 2008 في مقاطعة جاكسون في الولايات المتحدة بسبب سرطان البنكرياس.